# After Burner II
After Burner II é um jogo de simulador de combate aéreo lançado em outubro de 1987 para arcade pela Sega e no anos seguintes foi portado para diversas plataformas. É o segundo jogo da série After Burner. No jogo, o jogador pilota um caça a jato F-14 Tomcat, atirando e evitando o fogo inimigo contra as tropas fictícias do General Zorbia. After Burner II veio como um gabinete de arcade padrão e uma versão servo atuada, que se movia de acordo com o movimento do avião na tela. O cockpit inclinava na mesma direção em que a aeronave na tela estava se inclinando.

## Hardware
O jogo roda na placa de arcade Sega X Board, que permitia um grande número de objetos escalonados na tela ao mesmo tempo, devido à técnicas gráficas cunhadas pelos desenvolvedores de "Super Scaler". O jogo também apresenta rotação de sprites e planos de fundo em tempo real, um feito gráfico para a época em que foi lançado. Além disso, em sua versão Deluxe, possuía um gabinete com motores, que inclinavam o cockpit para os lados, para frente, e trás, de acordo com a inclinação da aeronave no jogo.

## Desenvolvimento
O desenvolvimento de After Burner II começou após o término de Out Run. O jogo foi criado principalmente por três homens, Yu Suzuki, Satoshi Mifune e Kawaguchi. Durante o desenvolvimento, ele recebeu o codinome Studio 128 para especificar o sigilo do projeto. A principal influência de After Burner II foi Top Gun, embora um estilo de arte na veia de filmes de anime de ficção científica como Tenkū no Shiro Rapyuta tenha sido considerado, mas descartado devido ao time querer atrair um público ocidental.
After Burner II foi considerado uma reedição de After Burner, que incluiu pequenas melhorias, seria facilmente confundido com sua primeira versão, não fosse por detalhes como a tela de apresentação, uma alavanca para controle de velocidade e sua trilha sonora levemente melhorada.

## Conversões e portes
- Foi portado em 1989 para Amiga, Atari ST, Famicom, Master System, e MS-DOS. A versão para Master System, diferente da versão original, possuía uma trilha sonora diferenciada, que só foi reaproveitada mais tarde, na versão para Dreamcast. As músicas possuíam um arranjo por cima da base original, dando um tom mais melódico, especialmente para a música Final Take Off.
- Em 1990, foi portado para Mega Drive e PC Engine, ambas as versões consideradas excelentes jogos nas duas plataformas.
- Em 1994, foi portado para Sega 32X com o nome "After Burner: Complete", e, devido ao considerável poder de processamento do 32X (em relação ao Mega Drive) é considerado um dos melhores portes.
- Em 1996, junto da coletânea Sega Ages, foi portado para Sega Saturn. Devido aos processadores gráficos do Sega Saturn, é considerada a versão mais fiel ao original de todas.
- Em 1999, recebeu um porte para Dreamcast dentro da coletânea Yu Suzuki's Game Works, com gráficos intactos à versão de arcade, mas com instrumentos diferentes para a trilha sonora. A mesma versão também aparece dentro do jogo Shenmue II, lançado em 2001 para Dreamcast e 2002 para Xbox.
- Em 2004, como parte da série Sega Ages 2500, recebeu um porte para PlayStation 2, com todos os gráficos do jogo refeitos em 3D.

O jogo foi reconstruído com recurso 3D estereoscópico como um dos 3D Classics para Nintendo 3DS.

## Recepção
A Mega colocou a versão de Mega Drive na posição 38 em seu Top Mega Drive Games of All Time. A revista MegaTech elogiou a jogabilidade suave e rápida, assim como o som.

## Legado
A M2 portou After Burner II na série 3D Classics da Sega para o eShop do Nintendo 3DS no Japão em 2013 e em todo o mundo em 2015. Esta versão é fiel ao jogo de arcade original com adições, incluindo controles de toque e layouts de tela que lembram os gabinetes Upright, Commander e Deluxe. Um novo modo especial desbloqueável também foi adicionado, que usava um sistema "Burst" de retardamento do tempo semelhante ao After Burner Climax, e apresentava uma história diferente e estágios alterados. Este modo não tem seleção de estágio ou continuações, em vez disso, depende da aquisição frequente de vidas extras ao longo do jogo para completá-lo.